# Lista de conflitos envolvendo o Iêmen
Esta é uma lista de guerras envolvendo o Iêmen.

## Iêmen do Norte
| Conflito                                   | Combatente 1                | Combatente 2         | Resultado                                                   |
| ------------------------------------------ | --------------------------- | -------------------- | ----------------------------------------------------------- |
| Conflito de Najrã (1932)                   | Iêmen                       | Arábia Saudita       | Derrota - Invasão iemenita da Arábia Saudita repelida.      |
| Guerra saudita-iemenita (1934)             | Iêmen                       | Arábia Saudita       | Derrota - Invasão iemenita da Arábia Saudita repelida.      |
| Guerra Civil do Iêmen do Norte (1962–1970) | monarquistas Arábia Saudita | Republicanos · Egito | Mudança de regime - Fim do Reino do Iêmen.                  |
| Guerra iemenita de 1972 (1972)             | Iêmen do Norte              | Iêmen do Sul         | Cessar-fogo - Compromisso assumido pelo Iêmen de unificação |
| Rebelião no Iêmen do Norte (1978–1982)     | Iêmen do Norte              | FDN                  | Vitória - Derrota da Frente Nacional Democrática            |
| Guerra Iemenita de 1979 (1979)             | Iêmen do Norte              | Iêmen do Sul         | Cessar-fogo - Novo compromisso de unificação do Iêmen       |

## Iêmen do Sul
| Conflito                                        | Combatente 1                                    | Combatente 2                | Resultado                                                                                |
| ----------------------------------------------- | ----------------------------------------------- | --------------------------- | ---------------------------------------------------------------------------------------- |
| Emergência de Áden (1963–1967)                  | FLN FLISO                                       | Reino Unido · Arábia do Sul | Vitória - Independência do Iêmen do Sul.                                                 |
| Guerra de Al-Wadiah (1969)                      | Iêmen do Sul                                    | Arábia Saudita              | Derrota - Arábia Saudita reocupa al-Wadiah.                                              |
| Guerra iemenita de 1972 (1972)                  | Iêmen do Norte                                  | Iêmen do Sul                | Cessar-fogo - Compromisso assumido pelo Iêmen de unificação                              |
| Guerra de Ogaden (1977–1978)                    | Derg · Cuba · União Soviética · Iêmen do Sul    | Somália FLSO                | Vitória - Retirada somali de Ogaden. - Somália rompe laços com o Segundo Mundo.          |
| Guerra de Independência da Eritreia (1977–1990) | Etiópia · Cuba · União Soviética · Iêmen do Sul | FLE EPLF                    | Derrota - Independência da Eritreia da Etiópia.. - Etiópia torna-se um país sem litoral. |
| Guerra Iemenita de 1979 (1979)                  | Iêmen do Norte                                  | Iêmen do Sul                | Cessar-fogo - Novo compromisso de unificação do Iêmen                                    |
| Guerra Civil do Iêmen do Sul (1986)             | Iêmen do Sul                                    | Facção de Ismail            | Mudança de regime - Derrubada de Ali Nasir Muhammad.                                     |

## Iêmen unificado
| Conflito                                                           | Combatente 1 | Combatente 2                                    | Resultado |
| ------------------------------------------------------------------ | --- | ----------------------------------------------- | --- |
| Guerra Civil do Iêmen (1994)                                       | Iêmen | Iêmen do Sul                                    | Vitória - Unificação do Iêmen. |
| Conflito das Ilhas Hanish (1995)                                   | Iêmen | Eritreia                                        | Derrota - Ocupação eritreia das Ilhas Hanish. |
| Rebelião da Al-Qaeda no Iémen (1998-2015)                          | Iêmen · Estados Unidos                                                                                                  | al-Qaeda Estado Islâmico                        | Escalada para uma guerra civil em grande escala com uma intervenção estrangeira. - Em dezembro de 2014, o Estado Islâmico estabelece uma presença no Iêmen, conduzindo-o a um conflito contra a AQAP. |
| Rebelião Houthi no Iêmen (2004–2015) Guerra Civil Iemenita (2015–) | Governo Hadi · Arábia Saudita · Emirados Árabes Unidos · Bahrain · Kuwait · Qatar · Jordânia · Marrocos · Egito · Sudão | Governo Houthi - Houthis - Partidários de Saleh | em curso - Houthis dissolvem o governo iemenita. - Houthis assumem o controle do norte do Iêmen. |
| Insurgência no sul do Iêmen (2009-2015)                            | Iêmen | Movimento do Sul                                | Escalada para uma guerra civil em grande escala com uma intervenção estrangeira. - Rebelião separatista no sul do Iêmen                                                                               |